# Brasøya
Brasøya est une localité du comté de Nordland, en Norvège.

## Géographie
Administrativement, Brasøya fait partie de la kommune de Herøy.